# Макаров, Василий Тимофеевич
Василий Тимофеевич Макаров (28 июля [10 августа] 1900, Симбирский уезд, Симбирская губерния — 23 января 1978, Москва) — советский учёный-агрохимик, доктор сельскохозяйственных наук. Преподаватель высшей школы, в 1948—1954 годах ректор Томского университета.

## Биография
Родился деревне Тамбы (по другим сведениям в селе Крюковка), Симбирского уезда, ныне Майнский район Ульяновской области, в крестьянской семье.
В 1927 году окончил агрономический факультет Казанского сельскохозяйственного института. С 1928 года — инспектор Казанского городского отдела народного образования. Кандидат сельскохозяйственных наук (1933). В 1933—1937 годах заведующий кафедрой социалистического земледелия Татарской высшей коммунистической сельскохозяйственной школы. В 1937—1941, 1946—1948 годах проректор Казанского университета по учебной и научной работе. В 1948 году защитил докторскую диссертацию «Известкование серых лесных почв Татарии».
Участник Великой Отечественной войны, с 1941 по 1946 год в действующей армии, ушел в армию добровольцем, был военным комиссаром, начальником политотдела 4-й ударной армии. Войну закончил в Кёнигсберге.
В 1947—1948 годах один из организаторов Тиранского университета (Албания).
С 1948 по 1954 год — ректор Томского университета, заведующий кафедрами агрохимии (с 1948 года), агрономии (с 1949 года).
В 1954 году был приглашён работать в Московский университет. Профессор (1954—1973), заведующий кафедрой общего земледелия (1954—1973) биолого-почвенного факультета. Профессор-консультант (1975—1978), заведующий кафедрой общего земледелия (1973—1975)
Работал в Обществе Советско-Венгерской дружбы, член правления общества (с 1958 года), неоднократно в составе делегаций посещал Венгрию и ГДР, где выступал с докладами.
Похоронен на Головинском кладбище.

## Научная деятельность
Читал курс «Общее земледелие», ряд спецкурсов, руководил проведением учебной практики, подготовил 20 кандидатов и 3 доктора наук.

### Научные интересы
Вёл исследования по повышению плодородия почв, более 20 лет трудился на полевой базе МГУ в Чашниково. На основе этих исследований им был предложен новый комплексный метод преобразования дерново-подзолистых почв по системе 4-х-польного севооборота с пятым выводным полем, сочетающий глубокое безотвальное рыхление с безотвальной вспашкой. Результаты применения этого метода представлялись на ВДНХ, зарегистрированы в Комитете по делам изобретений и открытий.

## Награды
- орден Красного Знамени,
- орден Отечественной войны 1-й степени,
- орден Красной Звезды,
- орден «Знак Почёта»,
- медаль «За оборону Москвы»,
- медаль «За победу над Германией»,
- медаль «За трудовое отличие» и др.